# COSAFA Beach Soccer Championship
Die COSAFA Beach Soccer Championship (deutsch COSAFA-Strandfußballmeisterschaft) ist ein Beachsoccer-Turnier, das vom Fußballverband des südlichen Afrikas, COSAFA, organisiert wird. Er wurde 2015 erstmals und zuletzt 2021 ausgetragen.

## Die Turniere im Überblick
| Jahr         | Gastgeber  | Finale            | Finale            | Finale            | Spiel um Platz 3  | Spiel um Platz 3  | Spiel um Platz 3  |
| Jahr         | Gastgeber  | Sieger            | Ergebnis          | 2. Platz          | 3. Platz          | Ergebnis          | 4. Platz          |
| ------------ | ---------- | ----------------- | ----------------- | ----------------- | ----------------- | ----------------- | ----------------- |
| 2015 Details | Seychellen | Madagaskar        | 9:4               | Malawi            | al-Ahli Dubai 1   | 7:3               | Mauritius         |
| 2021 Details | Südafrika  | Mosambik          | 3:1               | Tansania 1        | nicht ausgespielt | nicht ausgespielt | nicht ausgespielt |
| 2022 Details | Südafrika  | Senegal 1         | 5:3               | Ägypten 1         | Uganda 1          | 4:3 n V. (3:3)    | Mosambik          |
| 2023         | Südafrika  | nicht ausgetragen | nicht ausgetragen | nicht ausgetragen | nicht ausgetragen | nicht ausgetragen | nicht ausgetragen |
| 2024 Details | Südafrika  |                   | -:-               |                   |                   | -:-               |                   |

### Rangliste Plätze 1–3
| Rang | Land            | Titel | Jahr(e) | 2. Plätze | 3. Plätze |
| ---- | --------------- | ----- | ------- | --------- | --------- |
| 1    | Madagaskar      | 1     | 2015    | 0         | 0         |
| 1    | Mosambik        | 1     | 2021    | 0         | 0         |
| 1    | Senegal 1       | 1     | 2022    | 0         | 0         |
| 4    | Ägypten 1       | 0     |         | 1         | 0         |
| 4    | Malawi          | 0     |         | 1         | 0         |
| 4    | Tansania 1      | 0     |         | 1         | 0         |
| 7    | al-Ahli Dubai 1 | 0     |         | 0         | 1         |
| 7    | Uganda 1        | 0     |         | 0         | 1         |